# La Gaude
La Gaude – miejscowość i gmina we Francji, w regionie Prowansja-Alpy-Lazurowe Wybrzeże, w departamencie Alpy Nadmorskie.
Według danych na rok 1990 gminę zamieszkiwało 4951 osób, a gęstość zaludnienia wynosiła 378 osób/km² (wśród 963 gmin regionu Prowansja-Alpy-W. Lazurowe La Gaude plasuje się na 137. miejscu pod względem liczby ludności, natomiast pod względem powierzchni na miejscu 625.).

## Współpraca
- Capannori, Włochy